# Odd Nerdrum
Odd Nerdrum (nascido em 8 de Abril de 1944) é um pintor figurativo norueguês, nascido na Suécia. As suas obras são exibidas em alguns dos principais museus do mundo. Nerdrum cria de seis a oito pinturas por ano. As figuras nas pinturas de Nerdrum, muitas vezes em cenários apocalípticos e alegóricos, costumam estar vestidas como se fossem de outra época e lugar.
Nerdrum foi educado na escola de Rudolf Steiner e mais tarde na Academia de Arte de Oslo. Desiludido com a forma de arte ensinada na academia e com a arte moderna em geral, Nerdrum começou a aprender sozinho a pintar num estilo pós-moderno, tendo Rembrandt e Caravaggio como maiores influências. Em 1965, iniciou um estudo de vários meses com o artista alemão Joseph Beuys. Nerdrum desenvolveu um estilo próprio e afirma que a sua arte deve ser entendida como kitsch e não como arte como tal. No seu manifesto On Kitsch, descreve a distinção que faz entre kitsch e arte. A filosofia de Nerdrum gerou o movimento Kitsch, com os seus alunos e seguidores, que se intitulam pintores kitsch em vez de artistas.

## Biografia

### Os Primeiros Anos
Nerdrum nasceu em Helsingborg, Suécia em 1944. Os seus pais, combatentes da Resistência, saíram da Noruega ocupada pelos alemães para a Suécia para dirigir actividades de guerrilha de fora do país. Um ano depois, no final da guerra, Odd e os seus pais voltaram para a Noruega. Lillemor, a sua mãe, logo foi para Nova Iorque, estudar no Fashion Institute of Technology. A sensação de ser indesejado e abandonado que Nerdrum sentia naquela época permaneceria consigo até aos quarenta e tantos anos, e muitas vezes sentia-se emocionalmente distante. Em 1950, os seus pais divorciaram-se, deixando a sua mãe a cuidar de dois filhos pequenos, Odd, e o seu irmão mais novo.
O pai de Nerdrum, Johan Nerdrum, casou-se novamente mais tarde. Embora apoiasse Odd, manteve uma distância emocional entre com o seu filho. Ao morrer, Odd foi convidado a não comparecer ao funeral. Nerdrum descobriu três anos depois que Johan não era o seu pai biológico. Nerdrum fora, na verdade, o resultado de uma ligação entre David Sandved e Lillemor. Lillemor e Sandved tiveram um relacionamento antes do casamento de Lillemor, e este foi retomado durante a guerra, num período em que Johan estava ausente. Richard Vine, crítico de arte, descreve este episódio na vida de Nerdrum como aquele que criou “uma preocupação conflituosa com as suas origens e identidade pessoal”, que “se tornou natural para Nerdrum”, e foi representada na sua obra. Nerdrum continuaria a fazer pinturas inspirado por essas experiências.

### A Primeira Educação
Nerdrum iniciou a sua educação formal em 1951 em Oslo, na Escola Waldorf de Oslo (Escola Rudolf Steiner) e não no sistema escolar público padrão. Essa educação diferenciaria Odd dos seus contemporâneos. O sistema fora baseado na antroposofia, que via a humanidade como tendo em tempos vivido em harmonia com o universo, mas agora existindo num estado inferior de racionalidade. Através da prática espiritual ou esotérica, Steiner acreditava que a humanidade poderia voltar a ter uma conexão com realidades superiores e uma harmonia renovada com o universo. A aprendizagem dos alunos era muitas vezes cinestésica, por exemplo, através de encenações dramáticas de história e fantasia, e através de exercícios musicais que lembravam os padrões iconográficos dos vasos gregos. Esses padrões paralelos podem ser encontrados nos trabalhos posteriores de Nerdrum, assim como uma sensibilidade para imagens e trajes iconográficos.

### Aprendizagem artística
Nerdrum começou a estudar na Academia Nacional Norueguesa de Belas Artes, em Oslos mas ficou insatisfeito com a arte moderna, e começou a aprender sozinho a pintar num estilo neo-barrocos, inspirado principalmente por Rembrandt. Nas suas próprias palavras, foi expulso da academia após um período de dois anos como um “vira-latas miserável”.
Nerdrum estudou mais tarde com Joseph Beuys, na Kunstakademie Düsseldorf. Porém, continuou a sentir-se isolado dos demais alunos, que o apelidaram de "Zorn", a partir do célebre pintor sueco Anders Zorn.

### Primeiros trabalhos (1964-1982)
A obra de Nerdrum dos primeiros vinte anos da sua vida artística consistiu em grandes telas, geralmente de carácter polêmico, que serviram para refutar pontos de vista sociais ou econômicos aceites. O trabalho de então era altamente representacional e de natureza detalhada, com atenção muitas vezes a referências contemporâneas. Em 1968, Nerdrum viu pela primeira vez as obras de Caravaggio, cujo trabalho psicologicamente intenso e uso de iluminação cruzada sugeria fortemente sombra que implicava tridimensionalidade, e o uso de rostos de pessoas comuns o impactaram intensamente e forneceram uma das maiores influências para o seu trabalho nesse período. Ele revisitaria a Itália e Caravaggio em busca de inspiração contínua, por muitos anos.
Quando jovem estudante, Nerdrum conheceu as obras dos mestres pintores do Museu Nacional. Em particular, A Conspiração de Claudius Civilis (1661) de Rembrandt actuou como um poderoso antídoto para a suas sensibilidades. A sua desilusão com a arte moderna, como a obra de Robert Rauschenberg, Monograma, consistindo numa cabra empalhada com um pneu em volta da secção intermédia, que Nerdrum encontrou no Museu de Arte Moderna de Estocolmo, encheu o jovem artista de desgosto.
Essas influências positivas e negativas impactariam todo o seu trabalho. Um ponto de viragem no trabalho de Nerdrum - o fim do trabalho de cena mais contemporâneo de Nerdrum e o movimento em direcção a elementos de pintura mais parecidos com Rembrandt - girou em torno da enorme pintura Refugiados no Mar (1979–1980). Na pintura, Nerdrum dota os 27 refugiados vietnamitas, de estatura heróica, mas de uma forma altamente sentimentalizada. que Nerdrum mais tarde descreveu como “enjoativa”.

### Mudança de direcção
Em 1981, Nerdrum criou uma obra seminal que serviria para indicar uma mudança de direcção da visão sentimentalizada de Refugiados no Mar para uma visão artística mais austera, sem adornos da realidade. A sua obra Crepúsculo é uma representação traseira de uma jovem sozinha numa paisagem arborizada defecando, sem nada de sentimental ou idealizado, mas que em vez disso, oferece uma visão despojada da vida e da realidade.
As pinturas não eram mais tão multifiguradas, e as naturezas-mortas passam a ser de objetos individuais, como um tijolo ou pão. Os indivíduos que agora povoam as suas pinturas estão imbuídos de grande quietude, mas, como diz Vine.
Essas figuras - mais tipos do que dotadas de características ou histórias aparentes que pudessem distingui-las como individuais - passam a estar vestidas com roupas que pareciam atemporais, como peles ou bonés de couro, em vez de roupas que ligam o espectador a uma época ou lugar determinado.
Arquetípicos, esses seres habitam circunstâncias pré-sociais e apocalípticas que incluem paisagens austeras e severas, numa referência a algum lugar além do nosso próprio tempo e espaço.

## Mercado de arte
A pintura de Nerdum que conseguiu o preço mais elevado no mercado de arte foi Alvorada (1989), que foi vendida na Sotheby's de Londres, por £341.000 ($428.637), em 11 de novembro de 2016. Este foi um novo recorde para o artista, superando o anterior detido por A Nuvem (2008).